# Emil Hácha
Emil Dominik Josef Hácha (12 tháng 7 năm 1872 - ngày 27 tháng 6 năm 1945) là một luật sư Cộng hòa Séc, Tổng thống thứ ba của Tiệp Khắc từ năm 1938 đến năm 1939. Từ tháng 3 năm 1939, đất nước của ông được đặt dưới sự kiểm soát của quân Đức và có tên gọi Xứ bảo hộ Bohemia và Moravia.

## Ngành tư pháp
Emil Hácha sinh ngày 12 tháng 7 năm 1872 tại thị trấn Nam Bohemian Trhové Sviny. Ông tốt nghiệp từ một trường trung học ở Budweis và sau đó áp dụng cho các giảng viên luật tại Đại học Prague. Sau khi hoàn thành việc học của mình vào năm 1896 (JUDr.) ông làm việc cho Ủy ban quốc gia của Vương quốc Bohemia ở Praha (một cơ quan tự trị với sức mạnh khá hạn chế). Không lâu sau sự bùng nổ của thế chiến I, ông trở thành một thẩm phán tại tòa án hành chính tối cao tại Vienna (tòa án là chịu trách nhiệm về Cisleithania). Ông đã gặp Ferdinand Pantůček đó.
Sau khi Hiệp ước Versailles, Pantůček trở thành Chủ tịch Tối cao Tòa án hành chính của Cộng hòa Tiệp Khắc tại Prague, và Hácha trở thành một thẩm phán (1918) và Phó chủ tịch (1919) của tòa án. Sau khi Pantůček chết vào năm 1925 ông đã được lựa chọn bởi TG Masaryk làm người kế nhiệm ông, trở thành Chủ tịch đầu tiên của Tòa án Hành chính tối cao  ông trở thành một trong của các luật sư đáng chú ý nhất ở Tiệp Khắc
một chuyên gia về thông luật Anh và luật pháp quốc tế. Ông cũng là một dịch giả văn học tiếng Anh (đặc biệt là hầu hết các Three Men in a Boat bởi Jerome K. Jerome), nhà sưu tập nghệ thuật và một nhà thơ. cuốn sách của ông  Omyly a přeludy  Lỗi lầm và Ảo tưởng được xuất bản vào năm 1939 nặc danh, sau đó mang tên mình vào năm 2001. Ông cũng là ủy viên Hội đồng lập pháp.

## Tổng thống

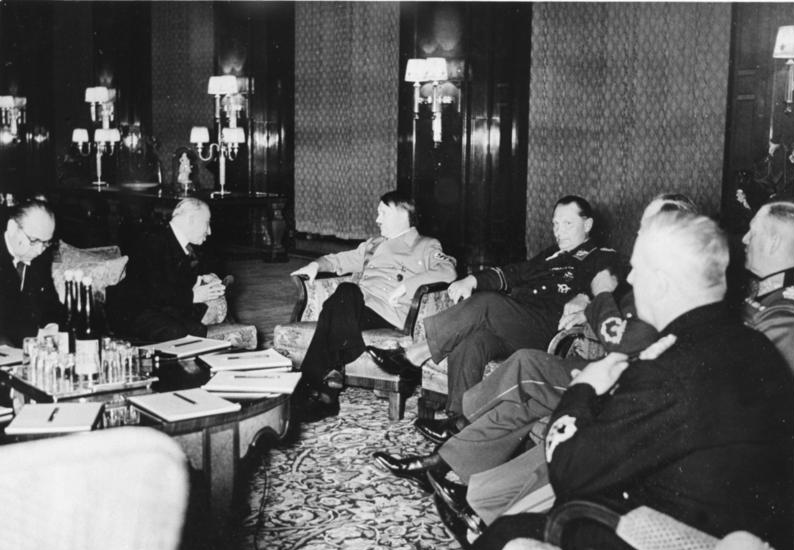
Hácha, Hitler và cuộc họp Göring tại Berlin, tháng 3 năm 1939

Sau khi Hiệp ước Munich, Hácha được chọn làm người kế nhiệm để Edvard Benes trên 30 tháng 11 năm 1938 là Tổng thống của Tiệp Khắc. Ông được chọn vì Công giáo của mình, chủ nghĩa bảo thủ và thiếu sự tham gia trong bất kỳ chính phủ đã dẫn đến việc phân vùng thảm họa của đất nước.
Vào buổi tối của ngày 14 tháng 3 năm 1939, Hitler triệu tập Tổng thống Hácha đến Reich Chancellery trong Berlin. Hitler cố tình giữ ông chờ đợi hàng giờ đồng hồ, trong khi Hitler xem một bộ phim. Cuối cùng, ở 1:. 30 . giờ sáng, trên 15 tháng ba 1939, Hitler đã thấy Chủ tịch Ông nói với Hácha rằng khi họ đang nói, quân đội Đức đã sắp xâm lược Tiệp Khắc. Tất cả các phòng thủ của Tiệp Khắc đã hiện diện dưới sự kiểm soát của Đức sau khi hiệp ước München vào tháng 9 năm trước. nước này đã hầu như bị Đức bao vây trên ba mặt trận.